# لیندا شفرد
لیندا شفرد (انگلیسی: Lynda Shepherd؛ زادهٔ ۵ مهٔ ۱۹۸۵) یک بازیکن فوتبال است.